# Sylvain Calzati
Sylvain Calzati (Lione, 1º luglio 1979) è un ex ciclista su strada francese, professionista dal 2003 al 2011.

## Carriera
Passato professionista nel 2003 con la Barloworld, per quattro anni, dal 2005 al 2008, ha militato nell'AG2R. Nella stagione 2009 ha vestito la divisa dell'Agritubel, squadra francese del circuito professionistico continentale europeo; nel 2010 ha corso nelle file del Team Sky, mentre nel 2011 è stato sotto contratto con la Bretagne-Schuller.
Ha ottenuto una sola vittoria da professionista, l'ottava tappa del Tour de France 2006, successo da sommare al prestigioso Tour de l'Avenir, corsa per Under-23, conquistato nel 2004.

## Palmarès
- 2001 (Super Sport 23-La Creuse en Limousin)

4ª tappa Tour de Gironde
- 2002 (C.C. Etupes-Le Doubs-Pays de Montbéliard)

Circuit de la Nive
Route du Pays Basque
- 2004 (Saint-Quentin Oktos, una vittoria)

Classifica generale Tour de l'Avenir
- 2006 (AG2R Prévoyance, una vittoria)

8ª tappa Tour de France (Saint-Méen-le-Grand > Lorient)

### Altri successi
- 2006 (AG2R Prévoyance)

Critérium de Lisieux

## Piazzamenti

### Grandi Giri
- Giro d'Italia

2006: 79º
- Tour de France

2004: 71º
2005: ritirato (8ª tappa)
2006: 34º
2007: ritirato (11ª tappa)
2009: 55º

### Competizioni mondiali
- Campionati del mondo

Verona 2004 - In linea Elite: ritirato
Salisburgo 2006 - In linea Elite: 94º